# Robert Mateja
Robert Juliusz Mateja (Zakopane, 5 ottobre 1974) è un allenatore di sci nordico ed ex saltatore con gli sci polacco.

## Biografia

### Carriera sciistica
In Coppa del Mondo esordì il 19 dicembre 1992 a Sapporo (60°) e ottenne l'unico podio il 9 dicembre 2001 a Villach (3°).
In carriera prese parte a tre edizioni dei Giochi olimpici invernali, Nagano 1998 (21° nel trampolino normale, 20° nel trampolino lungo, 8° nella gara a squadre), Salt Lake City 2002 (37° nel trampolino normale, 29° nel trampolino lungo, 6° nella gara a squadre) e Torino 2006 (25° nel trampolino normale, 38° nel trampolino lungo, 5° nella gara a squadre), a sei dei Campionati mondiali (5° nel trampolino normale a Trondheim 1997, nella gara a squadre dal trampolino normale a Lahti 2001 e nella gara a squadre a Sapporo 2007 i migliori risultati) e a quattro dei Mondiali di volo (8° nella gara a squadre a Planica 2004 il miglior risultato).

### Carriera da allenatore
Nella stagione 2010-2011 è stato vice-allenatore della squadra di salto della nazionale polacca, ricoprendo l'incarico di allenatore personale di Adam Małysz; dalla stagione successiva è allenatore capo della squadra juniores.

## Palmarès

### Coppa del Mondo
- Miglior piazzamento in classifica generale: 30º nel 1997
- 1 podio (a squadre):
  - 1 terzo posto